# 어도비 에지 애니메이트
어도비 에지 애니메이트(Adobe Edge Animate, 이전 이름: 어도비 에지)는 어도비 시스템즈가 개발한 웹 개발 도구이다. HTML5, 자바스크립트, CSS3 기능을 이용한다. 어도비 크리에이티브 클라우드에서 무료로 다운로드하여 이용할 수 있다.

## 어도비 에지 프리뷰
어도비 에지의 프리뷰 판은 2011년 8월 어도비 랩스에 처음 공개되었으며 온라인으로 이동된 뒤 첫 24시간 내에 50,000번의 다운로드를 기록하였다.

## 같이 보기
- 어도비 뮤즈

## 참조
1. ↑  “Adobe Edge Animate Preview 7 is now available!”. 2013년 2월 3일에 원본 문서에서 보존된 문서. 2012년 10월 8일에 확인함.
2. ↑  “Adobe Edge Animate 1.0 is available now, with a surprise!”. 2012년 10월 1일에 원본 문서에서 보존된 문서. 2012년 10월 8일에 확인함.
3. ↑  “Adobe Edge Hits 50,000 downloads in first 24 hours”. 2011년 8월 7일에 확인함.